# Buick Envision
O Buick Envision é um automóvel do tipo SUV compacto produzido pela Buick em parceria com a SAIC Motor desde 2014, sendo o primeiro carro chinês da General Motors vendido nos Estados Unidos, o carro compartilha a mesma plataforma do Chevrolet Equinox, passou por um facelift em 2019 e a segunda geração foi lançada em 2020, na China, continuará sendo vendidas as duas gerações do modelo.

## Galeria
- Primeira geração (2014-presente)
- Segunda geração (2020-presente)